# Лозова (приток Ючки)
Лозова — река в России, протекает в Вожегодском районе Вологодской области. Устье реки находится в 2 км по левому берегу реки Ючка. Длина реки составляет 10 км.
Лозова берёт исток в лесном массиве к северо-востоку от деревни Федяевская (Сельское поселение Явенгское) и в 33 км к северо-востоку от райцентра — посёлка Вожега. Всё течение проходит по ненаселённому лесу, генеральное направление течения — юго-запад. Лозова впадает в Ючку двумя километрами выше впадения самой Ючки в Вотчу.

## Данные водного реестра
По данным государственного водного реестра России относится к Двинско-Печорскому бассейновому округу, водохозяйственный участок реки — озеро Кубенское и реки Сухона от истока до Кубенского гидроузла, речной подбассейн реки — Сухона. Речной бассейн реки — Северная Двина.
По данным геоинформационной системы водохозяйственного районирования территории РФ, подготовленной Федеральным агентством водных ресурсов:
- Код водного объекта в государственном водном реестре — 03020100112103000005382
- Код по гидрологической изученности (ГИ) — 103000538
- Код бассейна — 03.02.01.001
- Номер тома по ГИ — 03
- Выпуск по ГИ — 0